# Robert Jacquinot de Besange
Ne pas confondre avec le coureur cycliste Robert Jacquinot
Robert Jacquinot de Besange, dont le nom chinois est 饶家驹 Rao Jia-ju, né le 15 mars 1878 à Saintes en Charente-Maritime (France) et décédé le 10 septembre 1946  à Berlin (Allemagne), est un prêtre jésuite français, missionnaire en Chine et professeur de sciences à l'Université Aurore de Shanghai. Il est connu pour avoir mis en place un modèle des zones de sécurité démilitarisées qui a permis de sauver quelque 300 à 500 000 Chinois durant la  seconde guerre sino-japonaise.

## Biographie
Robert Jacquinot de Besange nait à Saintes (Charente-Maritime) en 1878 dans une famille originaire de Lorraine. Il perd un bras durant sa jeunesse à la suite d'une expérience de chimie.
Entré au noviciat des Jésuites de Canterbury (Angleterre) le 25 septembre 1894, il poursuit sa formation à l'étranger, les jésuites français vivant en exil : Saint-Hélier (de Jersey), à Paris, Marneffe (en Belgique), Salisbury, Hastings et Liverpool. Il est envoyé comme missionnaire en Chine en 1913. Il est professeur à l'université Aurore qui avait été créée en 1902 par la Compagnie de Jésus à Shanghai. Il est également vicaire à la paroisse du Sacré-Cœur de Jésus de Hongkou et aumônier catholique du corps des volontaires de la Concession internationale de Shanghai.
Le « modèle Jacquinot » débute en 1937, pendant la Seconde Guerre sino-japonaise au cours de la bataille de Shanghai où :
- il préside une commission de médiation qui obtient une trêve de 4 heures entre les armées chinoise et japonaise afin de permettre l'évacuation des civils et des blessés de la zone de guerre.
- il obtient des parties belligérantes, avec le soutien des puissances occidentales gestionnaires des concessions, l'instauration de la zone de sécurité de Shanghai (南市 难民 区) dénommée aussi zone de Nantao, du nom du quartier concerné, et de façon non-officielle "zone Jacquinot" : elle consistait en une zone démilitarisée pour abriter les civils chinois, sur près de la moitié de la vieille ville de Shanghai, entre la rue Fang Bang au sud et l'ancien mur d'enceinte de la ville au nord, tout en étant bordée par la  Concession Française au nord, à l'est et à l'ouest. Cette zone a été respectée par les deux parties et les autorités des concessions. Elle était administrée par un comité international composé de représentants américains, britanniques et français, et par la police chinoise. Elle est réputée avoir sauvé la vie de milliers de résidents chinois entre 1937 et 1940, et elle a été liquidée après le départ de Shanghai de Robert Jacquinot de Besange.

Sur l'exemple de Shanghai, est créée la Zone de sécurité de Nankin (南京 安全 区), géré par un Comité international dirigé par l'homme d'affaires allemand John Rabe. Le même modèle a également inspiré des zones de sécurité à Hankou, Zhangzhou et Shenzhen.
Le travail de Robert Jacquinot de Besange est reconnu dans les protocoles et les commentaires à la Convention de Genève de 1949. Il a reçu la Légion d'honneur et l'ordre du Jade chinois.
En 1946, il est à la tête de la commission d'aide du Saint-Siège pour les réfugiés et les personnes déplacées à Berlin. Il y meurt le 10 septembre 1946.

## Postérité
Un film sur sa vie, Jacquinot : A Forgotten Hero réalisé par le cinéaste polonais Krzysztof Zanussi, est présenté au Festival international du film de Shanghai en 2009,.
En 2020, Sébastien Cassen réalise un film documentaire sur sa vie, Le Samaritain de Shanghai.

### Hommages

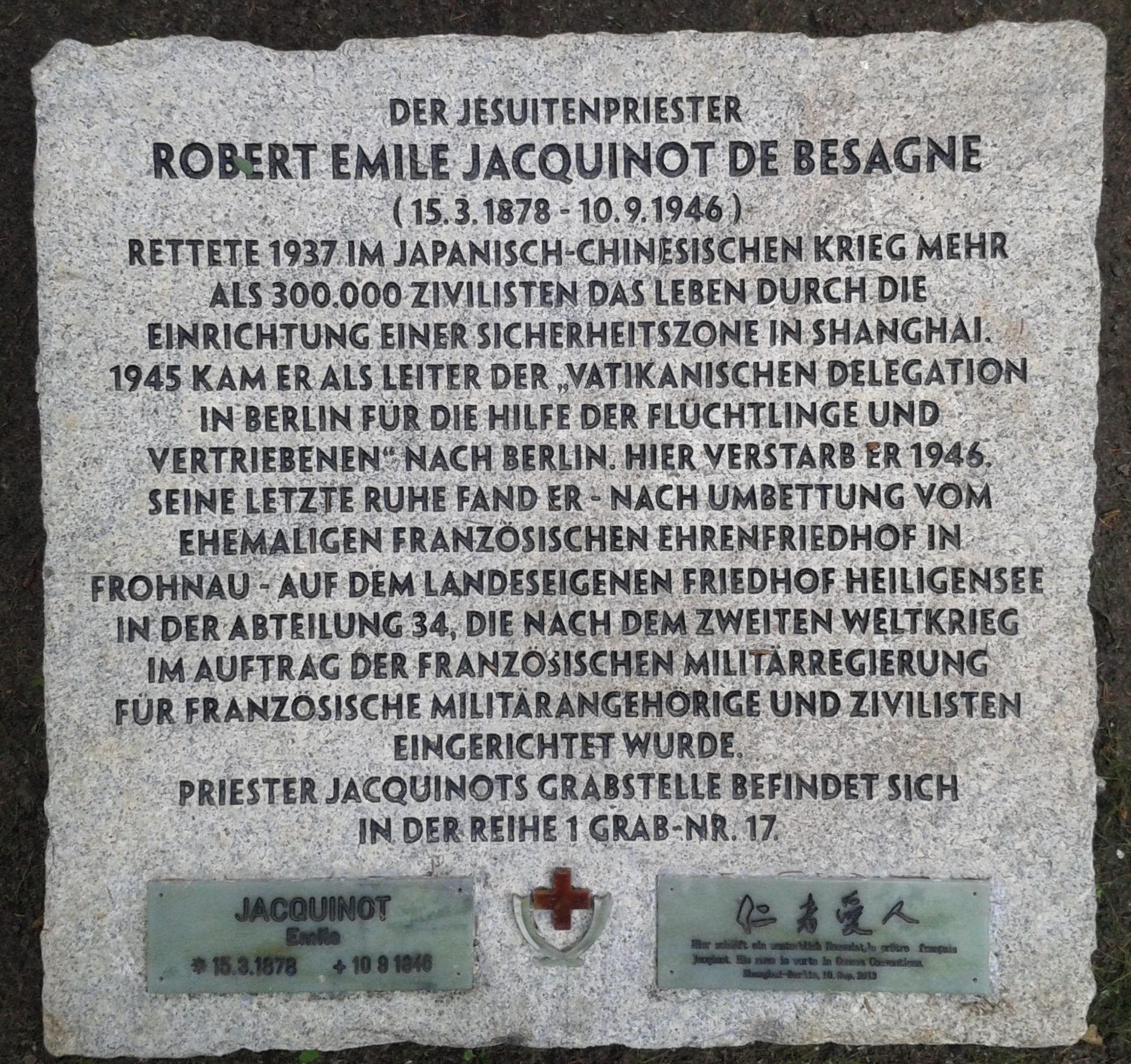
Pierre commémorative.

- Maison diocésaine Robert-Jacquinot, Saintes